# Heterolepidoderma famaillensis
Heterolepidoderma famaillensis is een buikharige uit de familie Chaetonotidae. Het dier komt uit het geslacht Heterolepidoderma. Heterolepidoderma famaillensis werd in 1991 voor het eerst wetenschappelijk beschreven door Grosso & Drahg. 